# پائولینو میگولز
پائولینو میگولز (انگلیسی: Paulino Miguélez؛ زادهٔ ۲۳ ژانویهٔ ۱۹۹۹) بازیکن فوتبال است.
وی همچنین در تیم‌های ملی فوتبال زیر ۱۶ سال اسپانیا، زیر ۱۷ سال اسپانیا، و زیر ۱۸ سال اسپانیا بازی کرده‌است.